# بريت سيسيل
بريت سيسيل (بالإنجليزية: Brett Cecil)‏ هو لاعب كرة قاعدة أمريكي، ولد في 2 يوليو 1986 في دونكيرك في الولايات المتحدة.

## وصلات خارجية
- بريت سيسيل على موقع دوري كرة القاعدة الرئيسي (الإنجليزية)
- بريت سيسيل على موقعبيزبول رفرنس.كوم (الدوري الرئيسي) (الإنجليزية)
- بريت سيسيل على موقعبيزبول رفرنس.كوم (الدوري الثانوي) (الإنجليزية)
- بريت سيسيل على موقع إي إس بي إن.كوم (أم.أل.بي) (الإنجليزية)
- بريت سيسيل على موقع مشجعي الرسوم البيانية (الإنجليزية)